# Sutz-Lattrigen
Sutz-Lattrigen é uma comuna da Suíça, situada no distrito administrativo de Bienna, no cantão de Berna. Tem 3,6 km² de área e sua população em 2018 foi estimada em 1.394 habitantes.